# André Monnier
André Monnier (* 26. Juni 1926 in Foncine-le-Haut; † 8. Oktober 2023 in Chamblay) war ein französischer Skispringer.

## Werdegang
Monnier startete als Mitglied der französischen Nationalmannschaft bei den Olympischen Winterspielen 1952 in Oslo. Mit zwei Sprüngen auf 56 Meter landete er von der Normalschanze punktgleich mit dem Japaner Hiroshi Yoshizawa auf dem 36. Platz.
Vier Jahre später bei den Olympischen Winterspielen 1956 in Cortina d’Ampezzo sprang er von der Normalschanze auf 67,5 und 66 Meter und landete damit am Ende auf dem 46. Platz, punktgleich mit seinem Landsmann Richard Rabasa.